# Saleich
Saleich település Franciaországban, Haute-Garonne megyében. Lakosainak száma 337 fő (2022. január 1.). Saleich Mauvezin-de-Prat, Castagnède, Castelbiague, Francazal, His, Montgaillard-de-Salies és Urau községekkel határos.

## Népesség
A település népessége az elmúlt években az alábbi módon változott:
| Lakosok száma | 382  | 316  | 357  | 385  | 358  | 347  | 341  | 339  | 338  | 337  |
|               | 1968 | 1982 | 1990 | 2006 | 2013 | 2015 | 2017 | 2019 | 2020 | 2022 |